# Rajada dolça

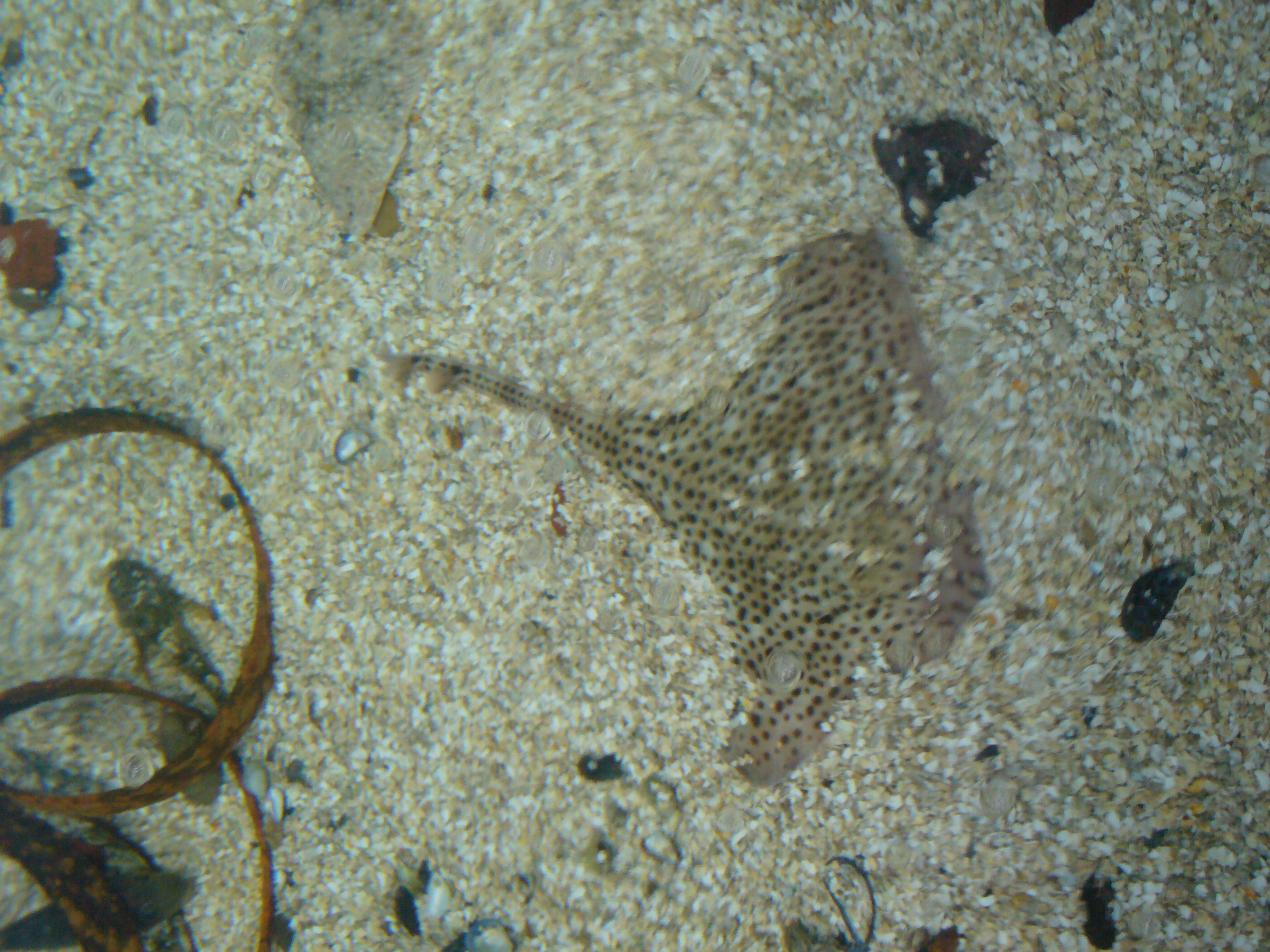
Rajada dolça enterrada a la sorra

La rajada dolça (Raja montagui) és una espècie de peix de la família dels raids i de l'ordre dels raïformes.

## Morfologia
- Els mascles poden assolir 80 cm de longitud total.[4][5]

## Reproducció
És ovípar i capaç de pondre entre 24 i 60 ous a l'any.

## Alimentació
Menja principalment crustacis.

## Hàbitat
És un peix marí, de clima temperat (61°N-16°N, 18°W-25°E) i demersal que viu entre 20–345 m de fondària.

## Distribució geogràfica
Es troba a l'oceà Atlàntic oriental (des del sud de la Mar del Nord i l'oest de la mar Bàltica fins a Mauritània) i la Mediterrània occidental (des de Tunísia fins a l'oest de Grècia).

## Observacions
És inofensiu per als humans.